# Frits Bolkestein
Frederik (Frits) Bolkestein (Ámsterdam, 4 de abril de 1933-17 de febrero de 2025) fue un político neerlandés. 

## Biografía
Nieto de Gerrit Bolkestein. Estudió Ciencias Exactas, Física, Griego y Filosofía en la Universidad de Ámsterdam, en los Estados Unidos y en Inglaterra. En 1965 acabó sus estudios de Derecho en la Universidad de Leiden.
Como empleado de Shell trabajó en Honduras, El Salvador, África e Indonesia, y más adelante en París, donde fue director de Shell-Química.
En 1976 comenzó una carrera política en el Partido Popular por Libertad y Democracia (VVD). 
En 1978 fue elegido diputado. Entre 1982 y 1986 fue subsecretario de comercio exterior. Entre 1988 y 1990 fue ministro de defensa. Después fue líder del partido liberal en el parlamento neerlandés, cargo que abandonó en 1999.
Entre 1999 y 2004 fue miembro de la Comisión Europea, encargado del mercado interno y de la Unión Aduanera. Uno de sus proyectos más conocidos es la Directiva Bolkestein, que pretende desregular la circulación de todos los servicios en los países de la Unión Europea. La directiva encuentra mucha resistencia de los ciudadanos europeos. El 14 de febrero de 2006 unas 40 mil personas protestaron en Estrasburgo contra la directiva Bolkestein.